# Oberes Schloss Geisingen

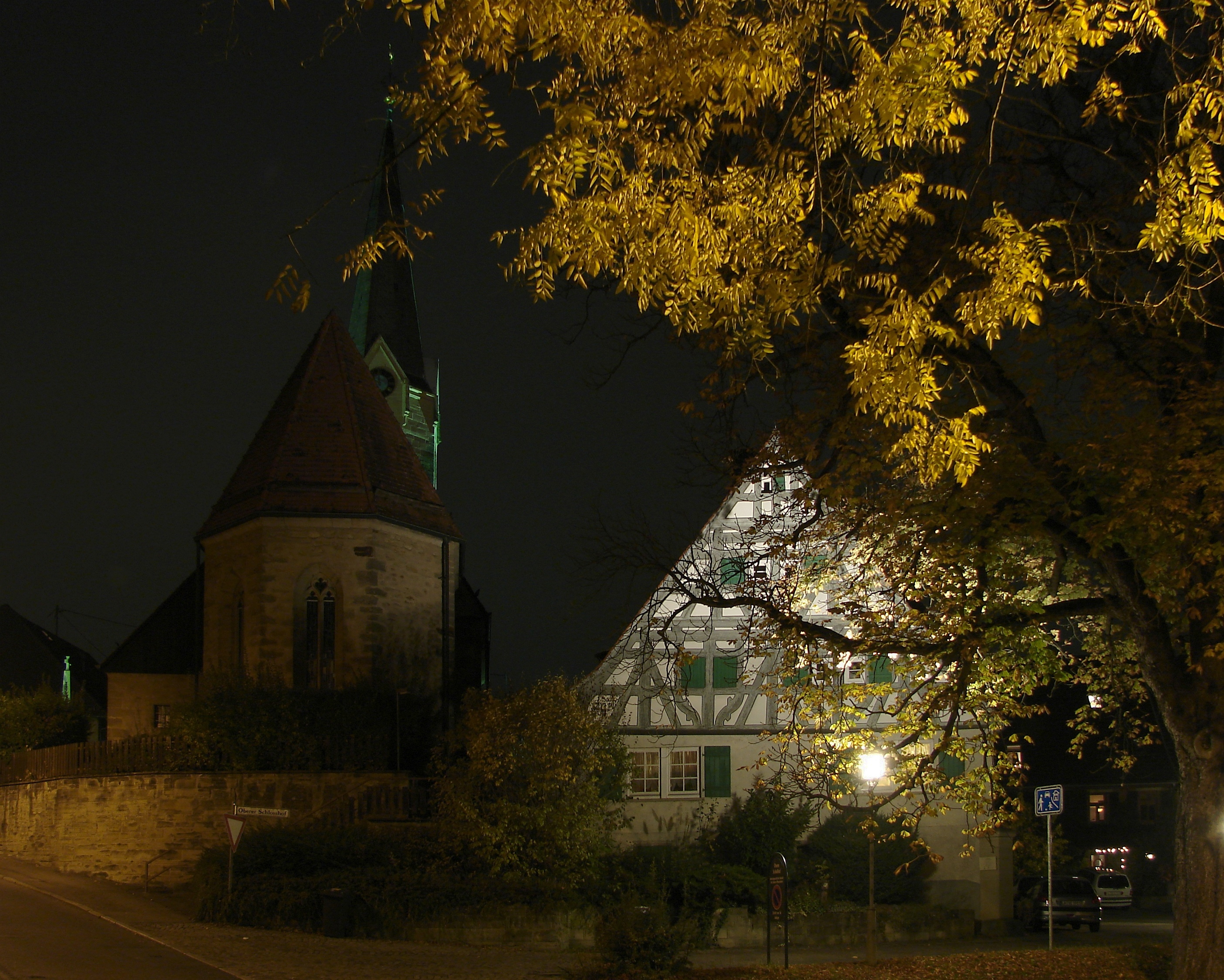
Nikolauskirche und Wirtschaftsgebäude des oberen Schlosses

Das Obere Schloss Geisingen, auch Kniestedtsches Schloss oder Neues Schloss, ist ein Schloss im Freiberger Ortsteil Geisingen im baden-württembergischen Landkreis Ludwigsburg in Deutschland.
Das nördlich der Nikolauskirche gelegene Gelände wird schon 1356 als Hof des Klosters Bebenhausen genannt. Im Jahre 1361 kauften die Herren von Stammheim das Gelände von Ritter Friedrich Sturmfeder, der es als württembergisches Lehen unterhielt. 1592 wird das Gebäude als Meierhof im Besitz der Schertlin von Burtenbach genannt, die den Ort nach dem Aussterben der Herren von Stammheim 1588 geerbt hatten. Im Jahr 1720 wurde es durch Friedrich Ludwig von Kniestedt gekauft, welcher 1723 auch das heutige Schloss mit Fachwerkkonstruktion erbaute. 1786 wurde das Schloss an Tobias Bender und 1788 von diesem an Herzog Carl Eugen von Württemberg verkauft. 1982 kaufte die Stadt Freiberg das Schlossgelände. Das Schloss wurde bis 1987 renoviert.